# Paolo Martin
Paolo Martin (Turim, Itália, 7 de maio de 1943) é um designer de automóveis italiano amplamente conhecido por sua carreira no Studio Tecnico Michelotti, Carrozzeria Bertone, Pininfarina e De Tomaso/Ghia, onde estilizou a Ferrari Dino Berlinetta Competizione, Ferrari Modulo concept, Fiat 130 Coupé e Rolls-Royce Camargue.

## Histórico e carreira

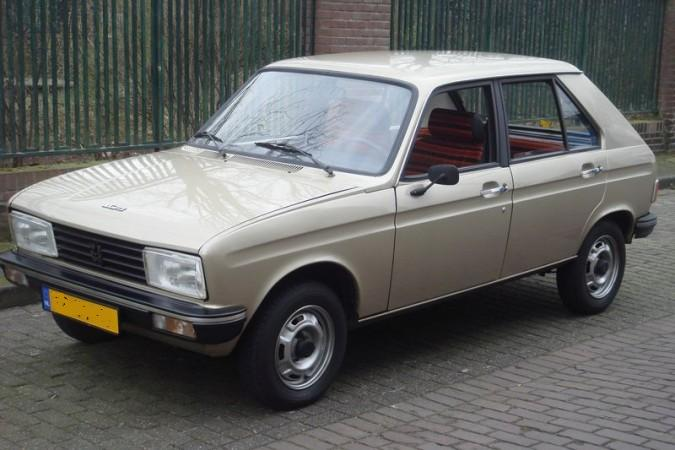
Peugeot 104

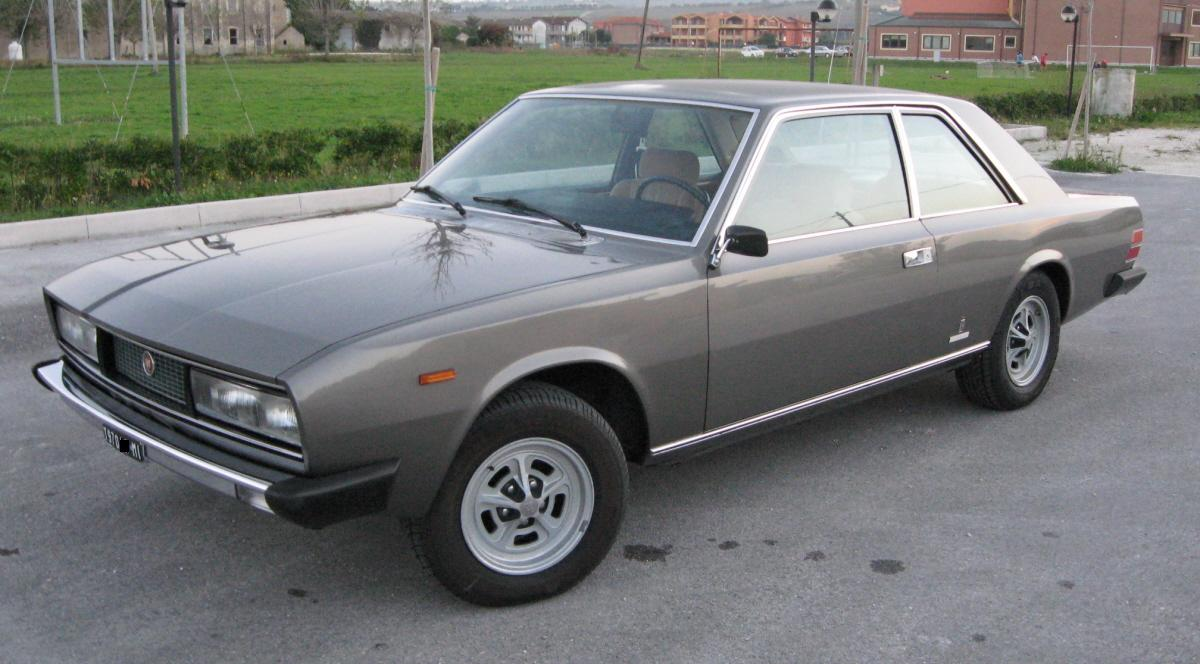
Fiat 130 Coupé

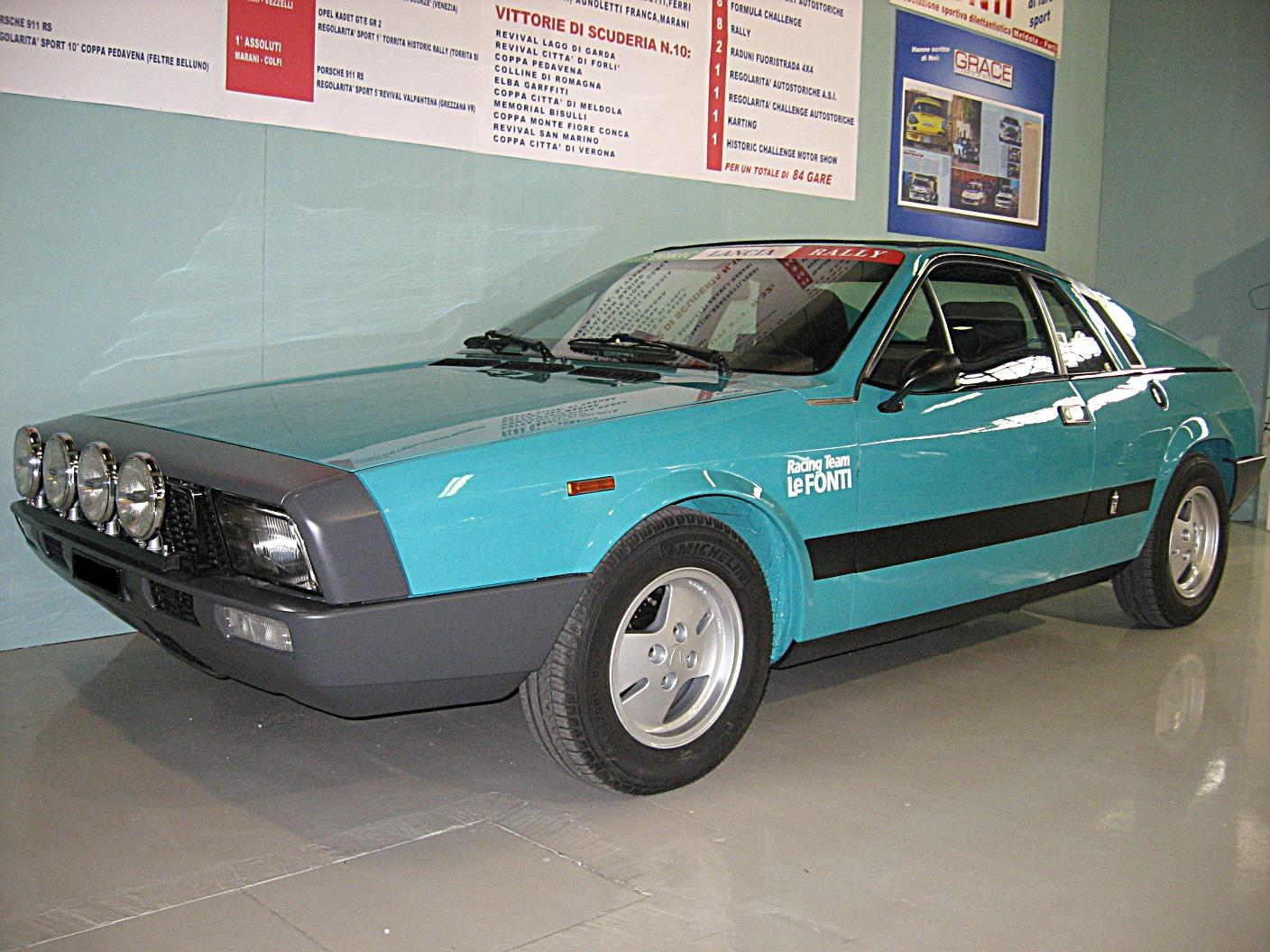
Lancia Beta Montecarlo

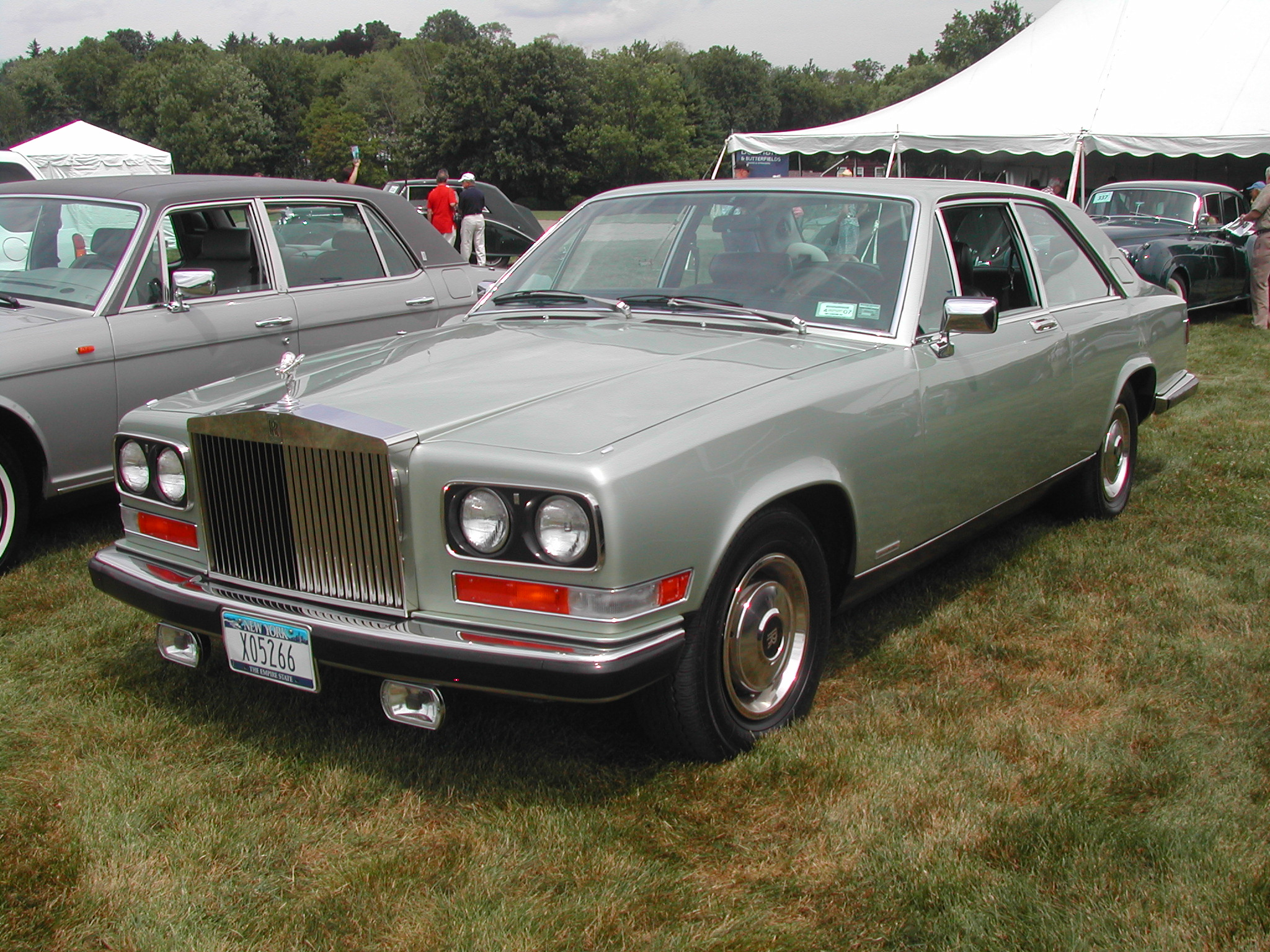
Rolls-Royce Camargue 1982

Nascido em Turim, Itália, em 1943, Martin começou a trabalhar em 1960 para o Studio Tecnico Michelotti de Giovanni Michelotti.Em 1967, começou a trabalhar para a Carrozzeria Bertone, e um ano depois, em 1968, tornou-se Chefe do Departamento de Styling da Carrozzeria Pininfarina. Posteriormente, ele trabalhou para De Tomaso (1972–76), onde foi Diretor do Centro de Estilo da Ghia.
O trabalho de Martin incluiu design de motocicletas e barcos, bem como projetos automotivos para Stutz, Bugatti, Ferrari, Peugeot, Alfa Romeo e Triumph. Desde 1976, ele dirige uma consultoria de design independente com sede em Turim, com clientes como Fiat, Nissan, BMW, Subaru, Piaggio, Moto Guzzi, Gilera, Ferretti Kraft, Cigarette, Magnum Marine e Dassault Aviation. Participou da Auto 2011 Design Conference, em Zagreb, na Croácia.

## Trabalho de design
O trabalho de Martin recebeu recepção variada. Em 2005, o Daily Telegraph chamou o Fiat 130 de "uma mistura majestosa de severidade e graça, ousadia e sutileza, ângulos agudos unidos por curvas suaves, uma verdadeira beleza de passarela, uma masterclass amplamente copiada nos anos setenta, mas nunca igualada".
Após sua estreia no Salão Automóvel de Genebra de 1970, o Ferrari Modulo foi exibido no Salão Automóvel de Turim de 1970 e na Expo '70 de Osaka, antes de ganhar 22 prêmios internacionais de design. Uma retrospectiva de 2007 disse que o Modulo foi "um marco na história do design automotivo com uma profunda influência no estilo dos carros dos anos 1970". Em 2008, a Car Design News chamou o Módulo de " icônico". O Modulo ficou em terceiro lugar na competição Jalopnik de 2008 para os dez melhores "Designs de carros de cunha dos anos 60, 70 e 80".
Em contraste, o Rolls Royce Camargue foi classificado em 2010 como um dos "10 piores carros" escolhidos pelos leitores do The Globe and Mail; ficou em 38º lugar no livro Crap Cars de 2005 de Richard Porter (o autor disse que o carro "parecia totalmente terrível)" e ficou em 92º lugar em uma pesquisa de 2008 dos 100 carros mais feios de todos os tempos pelos leitores do The Daily Telegraph. O Autoblog disse que o Camargue foi classificado "visivelmente no final da lista", acrescentando que o Camargue "era realmente horrível, não importa o quão bem tenha vendido". Respondendo à lista do Telegraph, o notável jornalista automotivo James May disse que o Camargue "também não é feio. Tem presença, como aquele cara de cara de pug, mas bem vestido no pub."

### Projetos de produção em série
O trabalho de design de Martin que viu a produção em série inclui:
- Triumph Spitfire (com Giovanni Michelotti)
- Fiat 130 Coupé[12]
- Rolls-Royce Camargue[13][14]
- Peugeot 104[15]
- Lancia Beta Montecarlo
- Stutz Motor Company IV-Porte e Stutz Royale

### Projetos conceituais
Seu trabalho de design de conceito incluiu:
- Dino Berlinetta Competizione (1967)[16]
- BMC 1800 Aerodinâmica (1967)
- Fiat Dino Parigi (1967)
- Bentley T1 Pininfarina Coupé Speciale (1968)[17]
- Alfa Romeo P33 Roadster (1968, posteriormente remodelado),[18]
- Fiat Dino Ginevra (1968)
- BLMC 1100 (1968)
- Fiat 128 Teenager (1969)
- Ferrari Sigma (1969)
- Ferrari Módulo[19] (1970)
- Alfa Romeo P33 Cuneo (1971)[20][21]
- NSU Ro 80 (1971)
- Ford Fiesta Blue Car (1972, Ghia)
- Fiat Gobi (1984, Maggiora)[22]
- Fiat Halley (1985, Maggiora)[23]
- Nissan Hurricane Li-Ion (1986)[24]
- Fiat Freely Savio (1987, Carrozzeria Savio)[25]
- Fiat Topolino Concept (2008,[26] para a revista italiana Ruoteclassiche)
- Citroën 2CV Concept (2008).[27]